# Osby (Gemeinde)
Koordinaten: 56° 23′ N, 14° 0′ O

Osby ist eine Gemeinde (schwedisch kommun) im Nordosten der schwedischen Provinz Skåne län und der historischen Provinz Schonen. Der Hauptort der Gemeinde ist Osby.

## Orte
Folgende Orte sind Ortschaften (tätorter):
- Killeberg
- Lönsboda
- Osby

Nennenswerter småort ist Loshult.

## Persönlichkeiten
- Kjell-Erik Ståhl (* 1946 in Killeberg), Marathonläufer